# Урі (Лакський район)
Урі́ — село (аул) в Лакському районі Дагестану (Росія). Центр Урінського сільського поселення.
За усними даними та топонімічним аналізом, теперішнє розташування села є третім. Школу відкрито в 1928 році.
У 1886 році в Урі було 80 дворів. У 1914 році тут мешкало 496 осіб. У 1929 році було 90 дворів та 211 мешканців.